# Caraque (Jordânia)
Caraque ou Queraque (em árabe: الكرك; romaniz.: al-Karak ou al-Kerak) é uma cidade na Jordânia situada no distrito de Caraque. Segundo censo de 2015, havia 32 216 habitantes. Possui 13,2 quilômetros quadrados de área.